# 安·M·马丁

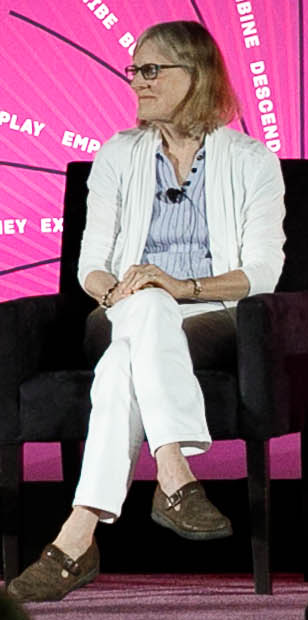
安·M·马丁

安·M·马丁（Ann Matthews Martin ，1955年8月12日-）是一位美国儿童小说作家。她母亲的祖先是清教徒，曾在1620年乘坐五月花号來到北美。 
马丁从小就对写作感興趣。在她学会写字之前，她就会向母亲講故事，然後再让母亲把她講的故事写下来。她喜欢的作家有路易斯·卡羅、P·L·卓華斯、休·洛夫廷、阿斯特麗德·林格倫和羅爾德·達爾。 她在初中和高中最喜欢的科目是英语和法语，最不喜欢的是数学。